# Aegon
Aegon (Euronext: AGN, NYSE: AEG) é um dos maiores grupos seguradores do mundo, especializado em seguros de vida e pensões. Está sediado em Haia, Holanda. Em meados de 2008, AEGON e as suas filiais empregavam 35.500 pessoas.

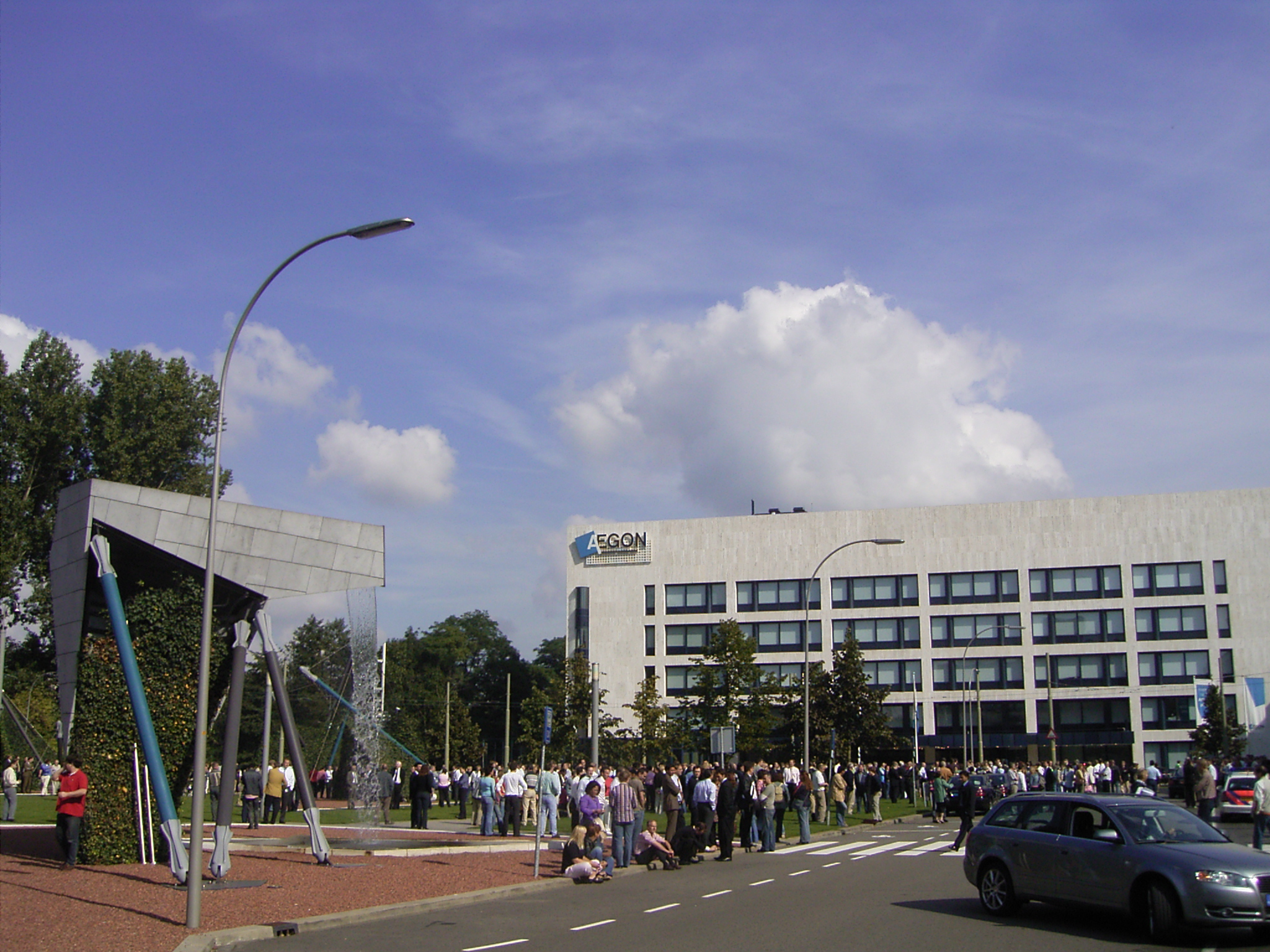
Sede da AEGON em Haia.

## No  Brasil
No Brasil, a empresa é uma joint venture, pertencente ao grupo internacional e a sócios brasileiros. Está localizada no Rio de Janeiro e possui 60 escritórios espalhados pelo país.